# Wybory parlamentarne w Serbii w 2020 roku
Wybory parlamentarne w Serbii w 2020 roku – wybory do Zgromadzenia Narodowego Republiki Serbii, liczącego 250 miejsc, odbyły się 21 czerwca 2020. Wybory zakończyły się zwycięstwem koalicji Aleksandar Vucić - Dla naszych dzieci (Александар Вучић — За нашу децу), skupionej wokół Serbskiej Partii Postępowej i Prezydenta RS Aleksandra Vučicia. Ta lista uzyskała ponad 60% głosów i 188 mandatów. Próg wyborczy przekroczyło 6 kolejnych komitetów wyborczych, w tym cztery reprezentujące mniejszości narodowe.

## Ordynacja wyborcza
Zgodnie z obowiązującą ordynacją wyborczą, wybór 250 posłów następuje w jednym okręgu wyborczym z zamkniętych list krajowych. Bierne i czynne prawo wyborcze przysługuje osobom, które najpóźniej w dniu wyborów ukończyły 18 lat. Mandaty rozdzielane są metodą D’Hondta pomiędzy komitety, które przekroczą próg wyborczy wynoszący 3% (obniżony w stosunku do poprzednich wyborów). Wymóg przekroczenia progu wyborczego nie dotyczy komitetów mniejszości narodowych.

## Polityczne tło wyborów
W maju 2019 roku Komisja Europejska w raporcie pt. Serbia 2019 skrytykowała atmosferę przed wyborami w Serbii, zwracając uwagę na brak wolności mediów w tym kraju. Stwierdziła również, że istnieje potrzeba stworzenia przestrzeni dla prawdziwej debaty międzypartyjnej i określenia warunków dla swobodnej działalności opozycji w parlamencie. Od 2018 w Serbii trwają protesty antyrządowe skierowane przeciwko polityce partii rządzącej i wysuwające postulat przeprowadzenia wolnych i uczciwych wyborów. W październiku 2019 odbyła się pierwsza runda międzypartyjnego dialogu z udziałem Parlamentu Europejskiego w Serbii, z inicjatywy Davida McAllistera, przewodniczącego Komisji Spraw Zagranicznych Parlamentu Europejskiego. Główne ugrupowanie opozycyjne Savez za Srbiju odmówił uczestnictwa w rozmowach, uznając, że nie ma czasu na spełnienie ich postulatów dotyczących sprawiedliwych warunków wyborczych przed kwietniowymi wyborami. W grudniu 2019 roku, po trzech turach dialogu, członkowie delegacji Parlamentu Europejskiego ogłosili, że warunki do przeprowadzenia sprawiedliwych i wolnych wyborów nie zostały ustalone.
Krytyce poddano także decyzję partii rządzącej o obniżeniu progu wyborczego z 5% do 3%, gdyż decyzja ta nie była konsultowana z głównymi partiami opozycyjnymi, a w warunkach bojkotu pozwoli na wejście do parlamentu niewielkich ugrupowań politycznych, tworzących wrażenie pluralistycznego parlamentu.

## Przebieg wyborów
Wybory parlamentarne miały początkowo odbyć się 26 kwietnia 2020 roku, ale z powodu ogłoszenia stanu wyjątkowego związanego z pandemią COVID-19 w Serbii wybory przełożono o dwa miesiące.
Większość ugrupowań opozycyjnych zbojkotowało wybory, w tym główna koalicja partii opozycyjnych Savez za Srbiju (Савез за Србију), argumentując że w obecnej sytuacji nie ma możliwości przeprowadzenia wolnych i uczciwych wyborów. Bojkot spowodował, że frekwencja w wyborach była najniższa od 1990 roku (48,93% uprawnionych do głosowania). Głos oddało 3218763 wyborców, w tym 3100608 oddało głosy ważne. W tych warunkach Koalicja Dla naszych dzieci uzyskała dominującą większość w parlamencie uzyskując 188 mandatów. Centralna Komisja Wyborcza zdecydowała powtórzyć głosowanie w 234 komisjach wyborczych w dniu 1 lipca 2020, z uwagi na nieprawidłowości w liczeniu głosów.

## Wstępne wyniki wyborów[5]
|  | Komitet Wyborczy                                                                                   | Liczba oddanych głosów | Procent oddanych głosów | Liczba Mandatów |
|  | -------------------------------------------------------------------------------------------------- | ---------------------- | ----------------------- | --------------- |
|  | Aleksandar Vučić - Dla naszych dzieci                                                              | 1 953 998              | 60,65                   | 188             |
|  | Socjalistyczna Partia Serbii, Zjednoczona Serbia - Dragan Marković Palma                           | 334 333                | 10,38                   | 32              |
|  | Aleksandar Šapić - Zwycięstwo dla Serbii                                                           | 123 393                | 3,83                    | 11              |
|  | Związek Węgrów Wojwodiny                                                                           | 71 893                 | 2,23                    | 9               |
|  | Akademik Muamer Zukorlić- Partia Sprawiedliwości i Pojednania - Demokratyczna Partia Macedończyków | 32 170                 | 1                       | 4               |
|  | Albańska Alternatywa Demokratyczna                                                                 | 26 437                 | 0,82                    | 3               |
|  | Partia Akcji Demokratycznej Sandżaku                                                               | 24 676                 | 0,77                    | 3               |
|  | Za Królestwo Serbii - Ruch Odnowy Królestwa Serbii                                                 | 85 888                 | 2,67                    | 0               |
|  | Dosta je bilo                                                                                      | 73 953                 | 2,3                     | 0               |
|  | Miotła 2020                                                                                        | 72 085                 | 2,24                    | 0               |
|  | Serbska Partia Radykalna                                                                           | 65 954                 | 2,05                    | 0               |
|  | Ruch Wolnych Obywateli                                                                             | 50 765                 | 1,58                    | 0               |
|  | Pozostałe ugrupowania i partie                                                                     | 185 063                | 9,48                    | 0               |
|  | Razem                                                                                              | 3 100 608              | 100                     | 250             |